# Gorazd Pavlík
Gorazd Pavlík (n. 26 mai 1879, Hrubá Vrbka⁠(d), Moravia de Sud, Cehia – d. 4 septembrie 1942, Praga, Protectoratul Boemiei și Moraviei) a fost un preot romano-catolic ceh, devenit primul episcop al Bisericii Ortodoxe din Cehoslovacia. Pentru a atenua consecințele atentatului în urma căruia a murit comandantul nazist Reinhard Heydrich, și-a asumat responsabilitatea de a-i fi ascuns pe atentatori, drept pentru care a fost executat împreună cu alți preoți ai Catedralei ortodoxe din Praga.
A fost canonizat în anul 1961.
Este sărbătorit pe 4 septembrie, ziua execuției sale.